# Jenna Ortega
Jenna Marie Ortega (* 27. září 2002 Palm Desert, Kalifornie) je americká herečka. Svou kariéru zahájila jako dětská herečka a uznání získala za roli mladé Jane v komediálně-dramatickém seriálu Jane the Virgin (2014–2019) televizní stanice The CW. Průlomovou rolí se pro ni stala role Harley Diazové v seriálu Život uprostřed (2016–2018) stanice Disney Channel, za kterou získala Imagen Award. V roce 2019 ztvárnila roli Ellie Alvesové ve druhé řadě thrillerového seriálu Ty společnosti Netflix a účinkovala v rodinném filmu Yes Day (2021).
Uznání kritiků získala za výkon v teenagerském dramatu Následky (2021) a v roce 2022 účinkovala ve slasherových filmech X a Vřískot, kde se prosadila jako královna křiku. Ztvárnila titulní roli Wednesday Addamsové v komediálním hororovém seriálu Wednesday (2022–dosud) společnosti Netflix, za níž obdržela nominaci na Zlatý glóbus.

## Životopis
Jenna Marie Ortega se narodila dne 27. září 2002 ve městě Palm Desert v Kalifornii jako čtvrté ze šesti dětí. Její otec je mexického původu a matka má mexické a portorikánské předky. Vyrůstala v mexické čtvrti města La Quinta. Kvůli své kariéře Ortega „nežila úplně normálním životním stylem“ a vyjádřila lítost nad tím, že přišla o tradiční středoškolské zkušenosti a milníky dospívání, jako je maturitní ples a promoce.

## Kariéra

### 2012–2017
Ortega se o herectví zajímala od svých šesti let. V osmi letech začala s pomocí matky a agentů přijímat nabídky na konkurzy a v roce 2012 debutovala jako hostující herečka v seriálu Rob v dílu „Dětský brouček“. Následovalo účinkování v seriálu Kriminálka New York v epizodě „Unspoken“ jako Aimee Moore. V roce 2013 debutovala ve filmu menší rolí v superhrdinském filmu Iron Man 3 jako dcera viceprezidenta. Následně si Ortega zahrála ve vedlejší roli Annie v hororu Insidious 2, druhém filmu ze série Insidious.
V roce 2014 byla Ortega obsazena do role Zoe Leon v seriálu Rake, a v letech 2014 až 2019 hrála opakovaně mladší verzi Jane v romanticko-dramatickém seriálu Jane the Virgin. V roce 2014 si také zahrála roli Mary Ann v komedii The Little Rascals Save the Day. V roce 2015 byla Ortega obsazena do původního seriálu společnosti Netflix Richie Rich jako součást hlavního hereckého obsazení, kde hrála Darcy, zlatokopku, která utrácí Richieho peníze i bez jeho souhlasu. Ve stejném roce se objevila ve filmu After Words jako Anna Chapa.
V letech 2016 až 2018 pak Ortega hrála hlavní roli v sitcomu Disney Channel Život uprostřed jako Harley Diaz, prostřední dítě ze sedmi sourozenců Diazových, které je ambiciózním vynálezcem. Seriál byl dobře přijat a Ortega za něj získala cenu Imagen Award a byla nominována na další dvě ceny. Ve stejném roce se připojila k obsazení seriálu Disney Elena z Avaloru jako hlas princezny Isabel, který skončil v roce 2020. Seriál byl dobře přijat a s herci se podělila o další vítězství v soutěži Imagen Award, stejně jako o další nominaci v roce 2019.

### 2018–2020
V roce 2018 si Ortega zahrála hlavní roli Dawn, dcery majitele cirkusu, ve filmu Saving Flora. Film získal pozitivní reakce kritiků a Ortega byla za svůj výkon pochválena. Na mezinárodním filmovém festivalu v Southamptonu obdržela nominaci za nejlepší herecký výkon v hlavní roli. Ortega byla obsazena do hlavní role Ellie Alvesové ve druhé sérii thrillerového seriálu Ty od společnosti Netflix, která byla uvedena 26. prosince 2019. V seriálu Ty je její postava chytrá a všetečná dívka, která se ráda chová starší, než je její skutečný věk. Ortega se vyjádřila ke spolupráci s hereckými kolegy Pennem Badgleym a Victorií Pedretti: „Přála bych si, abych s Victorií mohla natáčet více, protože si myslím, že je opravdu talentovaná. ... Penn je tak výmluvný řečník, tak promyšlený a tak uctivý a tak milý, prostě je s ním radost pracovat.“ Sezóna, podobně jako první sezóna seriálu, byla chválena, stejně jako výkony Ortegy.
V roce 2019 byla Ortega obsazena do role Pheobe v horrou Chůva na zabití: Krvavá královna od společnosti Netflix. V jednom z rozhovorů pro Cosmopolitan řekla, že byla „neuvěřitelně nervózní“, když začali natáčet a uvedla: „protože se jednalo o pokračování, všichni ostatní herci je již znali...“. Filmy byl uveden v září 2020 a od kritiků získal smíšené recenze. V roce 2020 Ortega namluvila Brooklyn v animovaném seriálu Jurský svět: Křídový kemp od Netflixu. Seriál se setkal se smíšenými recenzemi, ačkoli chvála směřovala k namluvení Ortegy a zbytku hereckého obsazení. V roce 2020 Ortega oznámila, že bude debutovat jako spisovatelka knihou It's All Love, která vyšla v lednu 2021. Ortega si následně zahrála roli Katie Torresové v komediálním filmu Yes Day od společnosti Netflix. Film byl uveden v březnu 2021 se smíšenými recenzemi, ačkoli její výkon byl chválen.

### 2021–současnost

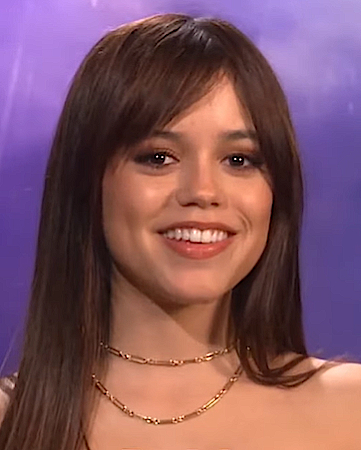
Jenna Ortega (2022)

V březnu 2021 byl uveden středoškolský dramatický film Následky, v němž Ortega ztvárnila hlavní roli Vada. Na HBO Max byl uveden 27. ledna 2022. Film se setkal s pozitivním ohlasem kritků a Ortegové herecký výkon byl chválen, přičemž několik kritiků jej označilo za její průlomovou filmovou roli. Časopis Variety označil Vadu za její průlomovou roli a napsal, že „zejména Ortega jako by našla svůj hlas“. CinemaBlend pochválil chemii mezi ní a Maddie Ziegler.
Ortega byla v roce 2020 obsazena do role Tary Carpenterové ve slasheru Vřískot, k čemuž uvedla: „Myslím, že ani neexistují slova, která by vyjádřila, jak jsem šťastná, nadšená a nervózní z této cesty“. Natáčení probíhalo ve Wilmingtonu v Severní Karolíně od září do listopadu téhož roku. O spolupráci s hereckými kolegy Neve Campbellovou, Courteney Cox a Davidem Arquettem prohásila: „Nikdy nevíte, co můžete očekávat, když se setkáte s lidmi takové úrovně, ale oni byli opravdu ti nejpříjemnější a nejmilejší lidé“. Filmy byl uveden do kin 14. ledna 2022 a zaznamenal kritický i komerční úspěch a stal se 28. nejvýdělečnějším filmem roku 2022. Ortega za něj získala cenu MTV Movie Award za nejděsivější výkon. Ortega si dále zahrála v hororu Studio 666 s kapelou Foo Fighters, který byl uveden v únoru, a v hororu X od režiséra Ti Westa, který byl uveden v březnu. Druhý jmenovaný film ji vysloužil uznání kritiky. Po rolích ve Vřískotu, Studiu 666, X a Americkém masakru z roku 2022 ji několik médií označilo za královnu křiku.
Také v nadpřirozeném seriálu Wednesday (2022) Tima Burtona hraje Ortegová titulní roli Wednesday Addamsové, což označila za „novou kapitolu“ své kariéry. V rámci přípravy na roli Ortegová podstoupila „největší fyzickou proměnu, jakou jsem kdy udělala. Ostříhala jsem si vlasy, které jsou černé, co se týče manýrismu, způsobu mluvení, výrazu, tentokrát se snažím vytáhnout z jiného souboru nástrojů. Myslím, že je to překvapení pro diváky, ale i pro mě samotnou.“

### Nadcházející
Ortega si také zahraje v thrilleru Finestkind společnosti Paramount+ po boku Tommyho Lee Jonese, Bena Fostera a Tobyho Wallace a zopakuje si roli Tary Carpenterové ve filmu Vřískot 6. V září 2022 se připojila k obsazení filmu Millerova děvčata společnosti Lionsgate a Point Grey po boku Martina Freemana. Ortega označila svou postavu ve filmu Millerova dívka za „nejsložitější postavu, jakou jsem kdy hrála“, a popsala tento materiál jako riskantní. Ortega má také hrát hlavní roli a produkovat romantické drama Zima, Jaro, Léto nebo Podzim.

## Osobní život
V rozhovoru pro časopis InStyle v roce 2021 Ortega uvedla: „Instagram ze svého telefonu mažu asi dvakrát týdně. Snažím se od něj držet co nejdál, ale je to těžké, protože teď se tak mladí lidé spojují“. Ve volném čase Ortega praktikuje rutinní péči o sebe, která zahrnuje pilates.

## Veřejný obraz
V roce 2022 ji The Hollywood Reporter nazval „Next Big Thing“.
Po rolích v hororových médiích v roce 2022 byla Ortega korunována královnou výkřiku. Při psaní o statusu Inverse poznamenala, že rozšířila definici titulu svými všestrannými rolemi, protože byla „červeným sleďem a Final Girl, dokonce i ve stejném filmu“.

## Filmografie

### Film
| Rok           | Název                                    | Role                 | Poznámky                               | Ref.          |
| ------------- | ---------------------------------------- | -------------------- | -------------------------------------- | ------------- |
| 2013          | Iron Man 3                               | dcera viceprezidenta |                                        | [ 78 ]        |
| 2013          | Insidious 2                              | Annie                |                                        | [ 79 ]        |
| 2014          | The Little Rascals Save the Day          | Mary Ann             |                                        | [ 18 ]        |
| 2015          | After Words                              | Anna Chapa           |                                        | [ 21 ]        |
| 2018          | Saving Flora                             | Dawn                 |                                        | [ 80 ]        |
| 2019          | Wyrm                                     | Suzie                |                                        | [ 81 ]        |
| 2020          | Chůva na zabití: Krvavá královna         | Phoebe Atwell        |                                        | [ 28 ]        |
| 2021          | Yes Day                                  | Katie Torres         |                                        | [ 35 ]        |
| 2021          | Následky                                 | Vada Cavell          |                                        | [ 39 ]        |
| 2022          | Vřískot                                  | Tara Carpenterová    |                                        | [ 44 ]        |
| 2022          | Studio 666                               | Skye Willow          |                                        | [ 54 ]        |
| 2022          | X                                        | Lorraine Day         |                                        | [ 57 ]        |
| 2022          | American Carnage                         | Camila Montes        |                                        | [ 82 ]        |
| 2023          | Vřískot 6                                | Tara Carpenterová    |                                        | [ 67 ] [ 83 ] |
| 2023          | Ti nejlepší                              | Nicky                |                                        | [ 84 ]        |
| 2024          | Premiantka                               | Cairo Sweet          |                                        | [ 85 ]        |
| 2024          | Beetlejuice Beetlejuice                  | Astrid Deetz         | postprodukce                           | [ 86 ]        |
| bude oznámeno | Death of a Unicorn                       | Ridley               | postprodukce; také výkonná producentka | [ 87 ]        |
| bude oznámeno | Zima, Jaro, Léto nebo Podzim             | Remi                 | postprodukce; také výkonná producentka | [ 71 ]        |
| bude oznámeno | nepojmenovaný film Treye Edwarda Shultse | bude oznámeno        | postprodukce; také výkonná producentka | [ 88 ]        |

### Televize
| Rok        | Název                     | Role                           | Poznámky                      | Ref.   |
| ---------- | ------------------------- | ------------------------------ | ----------------------------- | ------ |
| 2012       | Rob                       | děvče                          | díl: „Dětský brouček“         | [ 12 ] |
| 2012       | Kriminálka New York       | Aimee Moore                    | díl: „Unspoken“               | [ 13 ] |
| 2013       | Tak jde čas               | Hayley                         | díl: „12062“                  | [ 13 ] |
| 2014       | Rake                      | Zoe Leon                       | vedlejší role                 | [ 89 ] |
| 2014–2019  | Jane the Virgin           | mladá Jane Villanueva (12letá) | vedlejší role                 | [ 90 ] |
| 2015       | Richie Rich               | Darcy                          | hlavní role                   | [ 20 ] |
| 2016–2018  | Život uprostřed           | Harley Diaz                    | hlavní role                   |        |
| 2016–2020  | Elena z Avaloru           | princezna Isabela (hlas)       | hlavní role                   | [ 91 ] |
| 2016       | Elena a tajemství Avaloru | princezna Isabela (hlas)       | TV film                       | [ 92 ] |
| 2018       | Bizaardvark               | Izzy                           | díl: „Kamarádka před Frankie“ | [ 93 ] |
| 2019–dosud | Greenovi ve velkoměstě    | Gabriella Espinosa (hlas)      | 6 dílů                        | [ 89 ] |
| 2019       | Ty                        | Ellie Alves                    | hlavní role (2. řada)         |        |
| 2020–2022  | Jurský svět: Křídový kemp | Brooklynn (hlas)               | hlavní role                   | [ 31 ] |
| 2022–dosud | Wednesday                 | Wednesday Addamsová            | hlavní role                   | [ 16 ] |
| 2023       | Saturday Night Live       | samu sebe / moderátorka        | díl: „Jenna Ortega/The 1975“  | [ 94 ] |

## Ocenění a nominace
| Cena                                        | Rok  | Kategorie                                           | Práce                             | Výsledek  | Ref.    |
| ------------------------------------------- | ---- | --------------------------------------------------- | --------------------------------- | --------- | ------- |
| Austin Film Critics Association Awards      | 2023 | Průlomová cena                                      | Následky, Vřískot, X a Studio 666 | vítězství | [ 95 ]  |
| Cena Sdružení filmových a televizních herců | 2023 | Nejlepší ženský herecký výkon v komediálním seriálu | Wednesday                         | nominace  | [ 96 ]  |
| Critics' Choice Super Awards                | 2023 | Nejlepší herečka v hororovém seriálu                | Wednesday                         | vítězství | [ 97 ]  |
| Dorian Awards                               | 2023 | Cena stoupající hvězdy                              | –⁠                                 | nominace  | [ 98 ]  |
| Cena Emmy                                   | 2023 | Nejlepší herečka v komediálním seriálu              | Wednesday                         | nominace  | [ 99 ]  |
| Fangoria Chainsaw Awards                    | 2023 | Nejlepší herecký výkon ve vedlejší roli             | Vřískot                           | nominace  |         |
| Filmové a televizní ceny MTV                | 2022 | Nejděsivější výkon                                  | Vřískot                           | vítězství | [ 100 ] |
| Filmové a televizní ceny MTV                | 2023 | Nejlepší výkon v seriálu                            | Wednesday                         | vítězství | [ 101 ] |
| Filmové a televizní ceny MTV                | 2023 | Nejlepší hrdina                                     | Wednesday                         | nominace  | [ 101 ] |
| Filmové a televizní ceny MTV                | 2023 | Nejlepší dvojice                                    | Wednesday                         | nominace  | [ 101 ] |
| Hollywood Critics Association Awards        | 2022 | Nejlepší herečka                                    | Následky                          | nominace  |         |
| Imagen Awards                               | 2016 | Nejlepší mladý herec – televize                     | Život uprostřed                   | nominace  | [ 102 ] |
| Imagen Awards                               | 2018 | Nejlepší mladý herec – televize                     | Život uprostřed                   | vítězství | [ 103 ] |
| Imagen Awards                               | 2019 | Nejlepší mladý herec – televize                     | Život uprostřed                   | nominace  | [ 104 ] |
| Imagen Awards                               | 2021 | Nejlepší mladý herec – televize                     | Yes Day                           | nominace  |         |
| Nickelodeon Kids' Choice Awards             | 2023 | Nejoblíbenější televizní herečka v rodinném pořadu  | Wednesday                         | vítězství |         |
| Zlatý glóbus                                | 2023 | Nejlepší herečka v seriálu (komedie / muzikál)      | Wednesday                         | nominace  | [ 105 ] |